# Giuseppe Santagostino
Giuseppe « Pinogia » Santagostino, né le 18 mars 1901 à Milan et mort dans cette même ville le 1er avril 1955, est un footballeur italien. 

## Biographie
Attaquant, il a joué l'essentiel de sa carrière au Milan AC (1921–1932) dont il est l'un des meilleurs buteurs. Par la suite il fera une saison à l'Atalanta Bergame (1933–1934). Entre 1943 et 1945, il est entraîneur du Milan AC.